# Comiac
Comiac è un comune francese soppresso e frazione del dipartimento del Lot della regione dell'Occitania. Dal 1º gennaio 2016 si è fuso con i comuni di Calviac, Lacam-d'Ourcet, Lamativie e Sousceyrac per formare il nuovo comune di Sousceyrac-en-Quercy.

## Società

### Evoluzione demografica
Abitanti censiti